# نوی کونیگساوه
نوی کونیگساوه (به آلمانی: Neu Königsaue) یک منطقهٔ مسکونی در آلمان است که در آشرسلبن واقع شده‌است. نوی کونیگساوه  ۳۴۴ نفر جمعیت دارد.